# Небилиці про Івана
«Небилиці про Івана» — український радянський художній фільм 1990 року кінорежисера Бориса Івченка, знятий за сценарієм Івана Миколайчука. Миколайчук мав намір сам зняти картину, але цьому перешкодила передчасна хвороба та смерть.

## Сюжет
Дія вистави відбувається на українському Прикарпатті в роки Першої світової війни. У центрі сюжету — перипетії життєвого шляху мандрівника, авантюриста, мандрівного актора й філософа Івана Калити. Історія цього Івана, не бідняка, і не пана, філософа, що торбу за собою всюди носить, прийшла з віків далеких. З тих часів, коли для того, щоб зробити дію не потрібно було зайвих слів. Коли жив той Калита, то місія його була не проста: бо Калита — князем був і слави собі трохи за життя здобув. Чи був він праведним, чи мав гріхів цілу торбину, нам не судити, але про це не будемо говорити.
Пізніше калитою коржик називали, і краснії дівиці на ньому доленьку шукали. А Калита все світом мандрував. І обійшовши довгую дорогу, що провела його крізь пекло до самого Бога, явився, як Месія, перед наші очі. Іван все знає, він розповість, як потрібно жити. Він не боїться відьминої хати, він знає, як прозріти й сліпих полікувати. Дівиць довкола Івана, як червінців у пана. Вони його люблять, усе пригортають, цілують, кохають. Чи то попадя, чи стрілиця-десятниця, а завше біля Калити рум'яна дівиця.
Іван — борець, Іван — герой, медалей повні груди. Іван прийшов, він просто тут, то ж зустрічайте його люди!

## Актори
- Іван Гаврилюк — Іван Калита
- Костянтин Степанков
- Борислав Брондуков
- Стефанія Станюта
- Федір Стригун
- Лесь Сердюк
- Анатолій Барчук
- Таісія Литвиненко
- Дмитро Наливайчук
- Ніна Ільїна — попадя
- Володимир Антонов
- Юрій Фокін
- Йосип Найдук

## Знімальна група
- Директор кінокартини: Олександр Шепельський
- Режисер: Борис Івченко
- Сценарист: Іван Миколайчук
- Оператори: Володимир Білощук, Юрій Гармаш
- Художник: Анатолій Добролежа
- Звукорежисер: Георгій Салов